# Józef Anzelm Żuliński
Józef Anzelm Żuliński (ur. 1841 w Krakowie, zm. 6 stycznia 1908 we Lwowie) – działacz społeczny, powstaniec styczniowy.

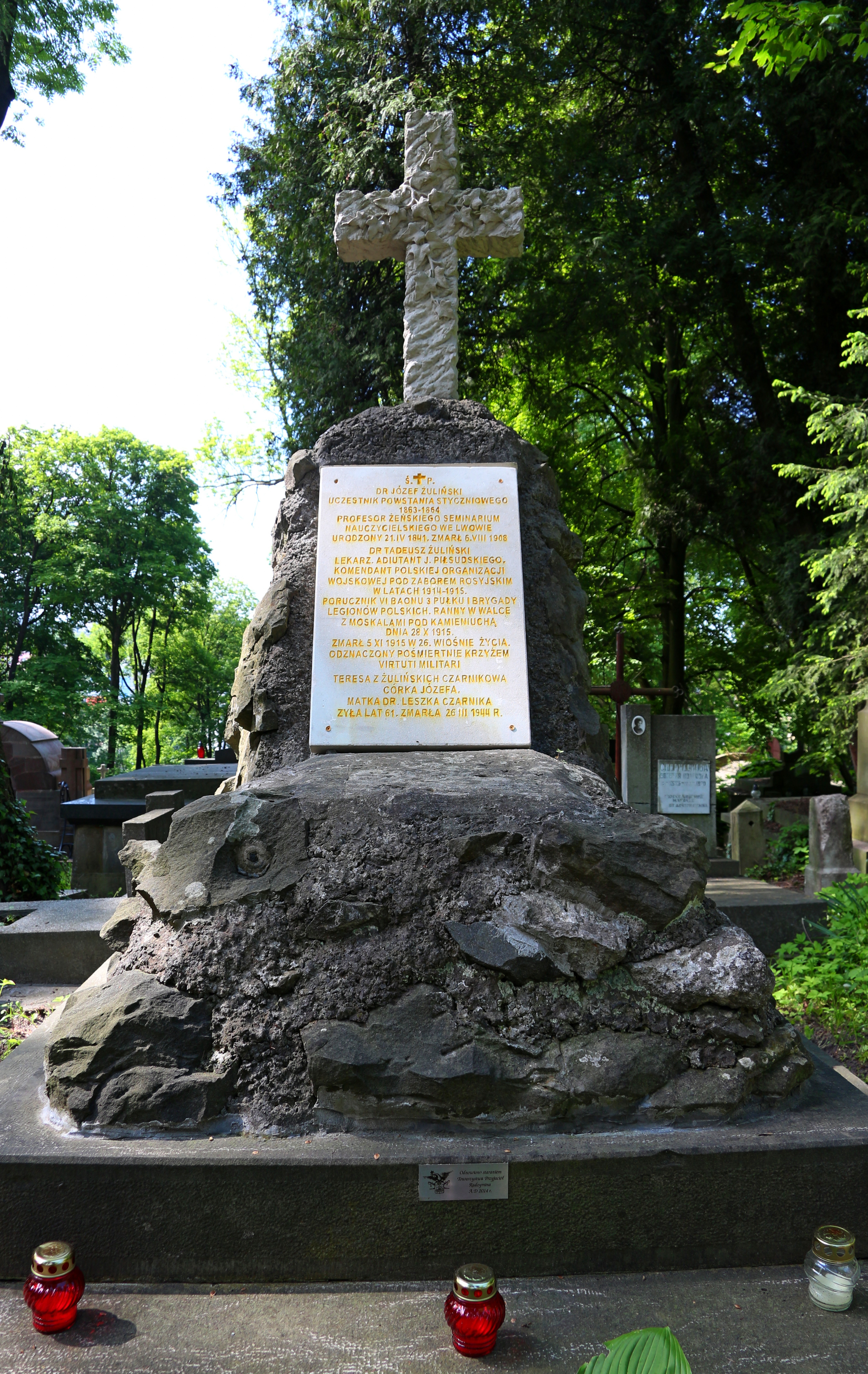
Nagrobek Żulińskich

## Życiorys
Urodził się w 1841 w Krakowie. Był bratem Romana, Tadeusza, Kazimierza, Edwarda i Aleksandra. W Krakowie ukończył gimnazjum. Po likwidacji Rzeczypospolitej Krakowskiej rodzina przeniosła się do Warszawy. Tamże rozpoczął studia na Uniwersytecie Warszawskim. Następnie z bratem Tadeuszem przeniósł się do Kijowa, gdzie popadł w konflikt z władzami w związku z działalnością w środowisku polskich studentów. Uczył się też w czeskiej Pradze. Ostatecznie ukończył studia na Uniwersytecie Jagiellońskim, uwieńczone doktoratem z filozofii. W czasie powstania styczniowego został naczelnikiem Krakowa z ramienia Rządu Narodowego, w skład którego wchodził jego brat Roman. Z bratem Tadeuszem, Józefem Szujskim i Janem Darosławem Amborskim redagował konspiracyjne pismo „Wolność”. Dwukrotnie aresztowany i internowany przez Austriaków. Był więziony w Krakowie na Zamku, w sądzie i w Salzburgu. Przez trzy lata był osadzony w twierdzy Kufstein. Uwolniony wskutek interwencji rektora UJ Józefa Dietla.
Po upadku powstania udał się na wychodźstwo do Paryża, gdzie z braćmi Tadeuszem i Kazimierzem współtworzył Towarzystwo Słowiańskie, mające wspierać dążenia emancypacyjne tych narodów. Po ustanowieniu autonomii galicyjskiej powrócił w 1871 roku do Lwowa, gdzie w duchu korporacjonistycznego solidaryzmu zakładał zrzeszenia włościan, robotników i rzemieślników, a także w ramach propagowanej przez siebie pracy organicznej tworzył niedzielne szkoły dla służących. Pracował jako profesor gimnazjalny, był profesorem nauk przyrodniczych w żeńskim gimnazjum. W 1873 założył szkołę dla sług, działającą przy szkole im. Staszica. Był pomysłodawcą i organizatorem pierwszych leczniczych kolonii dla młodzieży w Rymanowie („Kolonie wakacyjne w Rymanowie”), a także innych inicjatyw: Towarzystwo Opieki nad Sługami, Bractwo NMP Królowej Polski. Działał min. w Macierzy Szkolnej dla Księstwa Cieszyńskiego, Polskim Towarzystwie Gimnastycznym „Sokół”, „Gwieździe”, Towarzystwie Pedagogicznym, Towarzystwie Szkoły Ludowej. Został pochowany na Cmentarzu Łyczakowskim.